# Droga wojewódzka 784
Die Droga wojewódzka 784 (DW 784) ist eine 31 Kilometer lange Droga wojewódzka (Woiwodschaftsstraße) in der polnischen Woiwodschaft Łódź und der Woiwodschaft Schlesien, die Radomsko mit Święta Anna verbindet. Die Strecke liegt im Powiat Radomszczański und im Powiat Częstochowski.

## Streckenverlauf
Woiwodschaft Łódź, Powiat Radomszczański
-  Radomsko (DK 1, DK 42, DK 91)
- Klekowiec
- Wygoda
- Stanisławice
- Pławno
- Gidle
- Górka
- Wojnowice
-  Ciężkowice (DW 785)

Woiwodschaft Schlesien, Powiat Częstochowski
- Ignaców
- Gidle
- Cielętniki
- Dąbrowa Zielona
-  Święta Anna (DW 786, DW 793)